# 蘇嘉豪被控加重違令罪事件
蘇嘉豪被控加重違令罪事件，是指澳門民主派議員蘇嘉豪在2017年被控加重違令罪的事件。2016年，蘇嘉豪在要求澳門特區政府撤回澳門基金會被指利益輸送資助暨南大學一億元人民幣建設校舍的遊行後，涉嫌在行政長官官邸外非法集會以及沒按警方指示離開，被當局控以「加重違令罪」。按照澳門《立法會立法屆及議員章程》第27條規定，如議員被刑事起訴三年以下徒刑的罪行，需在開審前得立法會許可，暫停該議員職務，否則刑事程序需暫停至其任期結束為止。2017年12月4日，澳門立法會全體會議以不記名方式，以28票贊成、4票反對，通過中止蘇嘉豪的議員職務。
澳門的政治環境一直以來被指過於「行政主導」和高度依從中國中央政府的決策，並且被傳統利益集團所控制，議會和選委會幾乎由可以左右甚至控制政府決策的只重視家族及親屬利益的既得利益者組成。在澳門立法會33個議席中，有4席屬民主派議員，與鄰近香港立法會的民主派力量相比，澳門的民主派力量更弱。蘇嘉豪被中止職務，甚至一旦因定罪而被取消議員資格，則會進一步削弱和孤立當地民主派力量。
事件發生後轟動澳門和香港兩地，以及引起中國以外媒體的關注，是澳門主權移交中華人民共和國以來，首次有議員因涉刑事罪而被中止職務。事件被坊間及媒體質疑是政治檢控，警方亦被質疑濫用加重違令罪罪名。
2018年5月29日，案件在澳門初級法院宣判，蘇嘉豪被改控「非法集會及示威罪」罪成，判罰120天罰金，合共罰款40,800澳門元。7月3日，他被恢復議員職務。

## 事件背景與過程

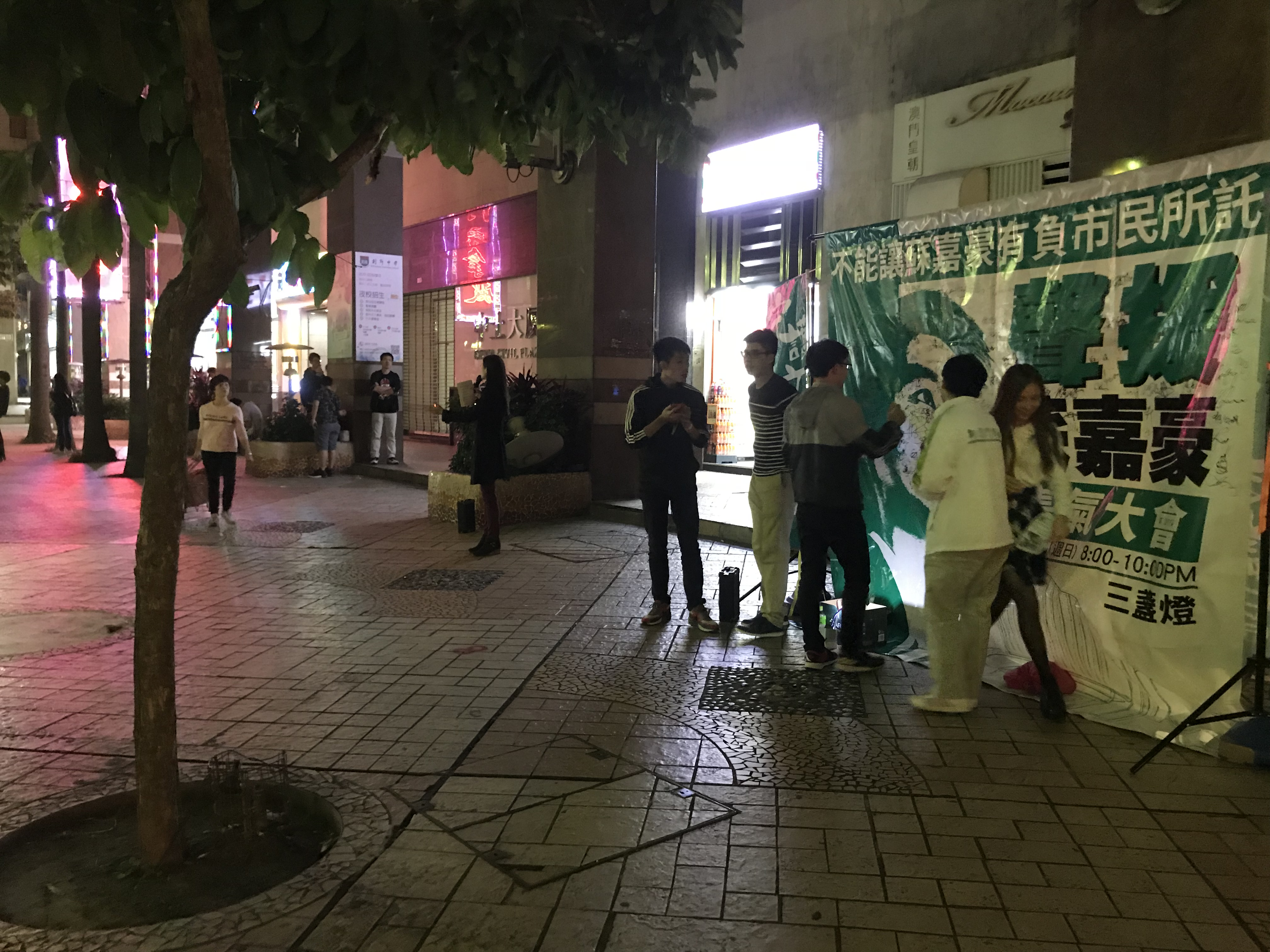
蘇嘉豪集氣晚會宣傳。

澳門的社會環境較為保守，立法會中的33席中只有14席由直接選舉產生，且大部分議員是建制派，民主派只佔極少數且大部份立場溫和。在2017年澳門立法會選舉期間，當時為參選人的蘇嘉豪被《環球時報》等中華人民共和國媒體標籤為「澳獨分子」（蘇嘉豪本人對此作出否認，有學者指出「澳獨」是本來就不存在的議題，亦有媒體指「澳獨」議題是中國共產黨的媒體炮製出來打壓反對派的鬧劇），然而最終仍能取得9,212張票（得票率5.34%），當選為澳門史上最年輕的議員。有評論指出，相對於澳門傳統民主派的溫和，蘇嘉豪的敢言與進取令人耳目一新。
2016年5月，蘇嘉豪所屬的新澳門學社發起遊行，抗議澳門特區政府資助澳門基金會，向廣州暨南大學捐款一億元人民幣，質疑既是基金會信託委員會主席且同時為該校副董事長的特首崔世安有利益輸送之嫌，引發民怨。另外有聲音質疑，中國大陸的貧困地區學校及弱勢群體學生更需要援助，基金會卻捐款給經濟沒問題且有許多港澳生的暨大。
遊行人士要求「回水一億（退回一億）」、「特首下台」，並要求改革基金會的資助制度，避免政府繼續濫用公帑。遊行結束後，蘇嘉豪等數人自行前往位於主教山的特首官邸遞交請願信，然而沒有人接收。警方在他們上山時曾指他們「非法集會」，要求他們離開，否則會觸犯加重違令罪。蘇嘉豪等人後來把請願信摺成紙飛機後投入官邸後離開。
事件結束後，警方就當日的事件繕立刑事報告書並提交檢察院。檢察院於2017年3月14日對蘇嘉豪和時任新澳門學社理事長鄭明軒作出控訴，指控兩人「加重違令罪」。初級法院亦於2017年4月25日將案件的開庭日期定為同年11月28日，並於同年6月9日將開庭日期書面通知兩人。若罪名成立，最高刑罰可判處2年有期徒刑。
蘇嘉豪在2017年10月16日宣誓就職成為立法會議員，是澳門歷來最年輕的議員。按照《立法會立法屆及議員章程》第27條規定，如議員被刑事起訴三年以下徒刑的罪行，需在開審前得立法會許可，暫停該議員職務，否則刑事程序需暫停至其任期結束為止。委員會於11月16日的閉門會議中未能達成傾向性意見，並於11月20日向大會提交意見書，大會聽取意見後將擇日開會，並以不記名方式議決是否暫停蘇嘉豪的議員職務。立法會主席賀一誠表示，按照規定，蘇嘉豪的個案要由全體大會做決定，一切按《議事規則》及《議員章程》去處理，他又指大會表決要過半數，才可中止蘇嘉豪議員的職務。
2017年12月4日，澳門立法會以不記名方式，以28票贊成、4票反對通過中止蘇嘉豪職務的議決。間選議員崔世平表示，投票屬於「集體決定」，並非他自己或任何一位議員的個人選擇。官委議員龐川表示，投票是獨立判斷，沒有收到包括特首崔世安在內任何人的投票指示。

### 議員回應
在11月16日的會議中，議員高天賜及區錦新強調有關行為是維護公共利益和表達自由所以起的，亦並非濫用議員的職權作出貪污、瀆職等對社會公共利益有重大影響的行為。希望議員在投票時能夠充分考慮。高天賜指出，2016年海一居小業主集會示威，有警察受傷，警車車門被破壞，但也沒有人被檢控。而蘇嘉豪並非做了「殺人放火，拿刀斬人，騎劫飛機」的嚴重罪行，而是維護公帑合理使用，也是為了表達社會不滿、實現公民權利，這是《基本法》規定的核心價值。無理由因此就要中止他的職務，他認為忽然出現這樣的事件「好出奇（很莫名其妙）」，他又指有很多人都在猜測事件背後的陰謀。
議員吳國昌說：「為何會如此巧合？有人一當選議員就要上法院？這件案也不是現在發生，亦不是貪污舞弊的案件，而是一些各有各說法，立場上原意是保衛公共利益的一種行動……這些如是政治打壓，可以陸續有來。」但強調如只是巧合，正常處理，立法議員應可維持代表市民議政的工作，認為完全沒需要暫停蘇嘉豪的職位。
議員林玉鳳說未有一個完整看法，但認為要視乎一直以來的司法程序是否公允：「即沒有打壓嫌疑，這個大前題非常重要。」她亦表示亦要考慮涉及的事件跟立法議員的職權是否有關：「有沒有濫用職權去做犯法行為？如果沒有，我自己傾向從輕發落。」
立法會章程及任期委員會委員之一、直選議員梁安琪表示，暫時未能回答問題，又表示相信經過章程委員會開會後，章程委員會主席會有答覆。同是委員會委員的直選議員黃潔貞表示，現階段會按章程履行議員職責，及按程序去處理，開會時會有法律顧問給予意見，委員會充份表達意見，又指「法律面前，人人平等」。

### 相關評論
事件在坊間引起爭議，有支持傳統陣營的澳門市民說蘇嘉豪表現得不錯，對澳門政府仿效香港政府的行為感到疑惑，有親建制派人士亦說政府沒政治智慧。
香港民主派議員朱凱廸認為，香港的歪風吹到澳門，蘇嘉豪案件和香港當局以司法手段整治反對派性質一致，感覺事件都是當局去整治蘇嘉豪，秋後算帳去整治他，他又批評港澳兩地議會「人大化」。
有媒體評論指出，澳門人對2017年颱風天鴿的怨氣尤在（本身是澳門人的香港大學理學院講師陳志宏稱澳門政府當局延誤救援，天鴿風災造成各處缺水缺電，在自稱經濟繁榮的澳門卻無建立到一個高質量及現代化的救援機制讓市民感到憤怒），蘇嘉豪在議會的表現雖說是讓人耳目一新，但他一個人能起的作用依然十分有限，「追本溯源，『暨大一億』事件確實在崔特首有重大責任，以此引發群眾運動而衍生的官司最終導致取消一名民選議員的資格，在這個連鎖關係之中，等於再一次將義士的光環加冕在蘇嘉豪的頭上。那麼特首又會是甚麼呢？……蘇嘉豪本身在澳門社會中的影響力並不弱，選舉中的得到九千多票，貿然中止其職務，必引起非建制派選民的不滿，有引發群眾運動的風險。在不知不覺間，蘇嘉豪已經成為了一枝標誌杆。」
時事評論員蘇文欣表示，香港警方近年來對民間的遊行示威都採取強硬的態度，尤其是「佔領中環」之後尤為明顯。他質疑澳門政府是否擔心澳門亦會出現類似「佔中」的社運，所以對於社會行動有丁點苗頭就要強力扼殺。他認為，若果政府有這種想法，那就是沒有政治智慧的表現，亦會引起反效果。他認為澳門人其實很健忘，尤其是很快忘記在政治爭拗上的事，若非蘇嘉豪被控加重違令罪事件，很多市民根本就已經忘記追究「暨大一億」，現時坊間不少市民都又在討論「暨大一億」事件當中政府的過失。
澳門大學政府與公共行政學系講師楊鳴宇指出，蘇案的影響更可能激發的是澳門社會尤其是年輕人對澳門政府和立法會「正當性」的質疑，這種質疑將在長期增加政府施政和管治難度。他又指出，澳門立法會中建制派佔絕對多數，蘇嘉豪根本無法影響議案的走向，但他的存在能為立法會的形象加分，因為這至少會顯示出澳門的政治制度是可以容忍不同聲音存在的。蘇嘉豪被中止職務，事實到底是否與「政治檢控」有關反而變得不重要，因為反正政府和立法會在社會中的形象已受損。他亦認為：「澳門政府需要明白社會不滿不是蘇嘉豪引發的，相反是近年一系列施政失誤引發的社會怨氣把蘇嘉豪送進議會。政府如果不反思和改進，那麼後面還會有許多個『蘇嘉豪』」。
澳門律師何睿智（葡萄牙語：Jorge Menezes）表示：「這也許是澳門的法律被宣判死刑的開始，將對博彩業產生影響。」他說，蘇嘉豪被剝奪參加辯論和投票的權利，明顯觸犯議會規則，這樣的情況可能會發生在澳門各個領域，包括博彩業。

## 相關說詞
2017年11月13日晚上，檢察院發出新聞稿，罕有地以大篇幅詳細說明有關蘇嘉豪和鄭明軒二人案件的情況。
治安警察廳表示，局方在該次事件的執法工作完全是依法依程序、合理合法、公平公正，所有警員的表現也是理性克制，同時符合警方對所有同類事件的執法方式。而且蘇嘉豪當時仍未表示參選立法會，強調本局當時的執法工作完全與其現在的立法議員身份無關。
蘇嘉豪其後發聲明指不認同有關指控，斥當局濫權起訴。蘇嘉豪發出聲明回應指，「暨大一億」遊行結束後，包括他在內的數人自行前往特首官邸遞信，惟無人接收。上山期間他被指「非法集會」，警方要求相關人士離開並聲稱「否則將觸犯加重違令罪」，直至他們將信件摺成紙飛機放入官邸後和平散去。他們強調遞信是遊行結束後的自由活動，既無標語，更無擴音設備，絕不屬於集會性質。他亦表示，自去年被宣告為嫌犯，一直認為是「莫須有」罪名，強調當時情況絕不屬集會，只是公民表達訴求。具體情況前晚已在臉書專頁說明，不會再逐一辯解「集會事件」，他表示自己不會像警方一樣罕有地以大篇幅談論。因為這要交由司法公正審判，不應在未審前過多披露。又表示自己一直不願意引起公眾輿論壓力，動搖或干預司法獨立。他亦向傳媒表示，當晚示威者行動和平，正要離開之際，因現場有大批記者和警員阻塞道路，所以未能即時離場，質疑被起訴並不合理。

## 政治檢控質疑

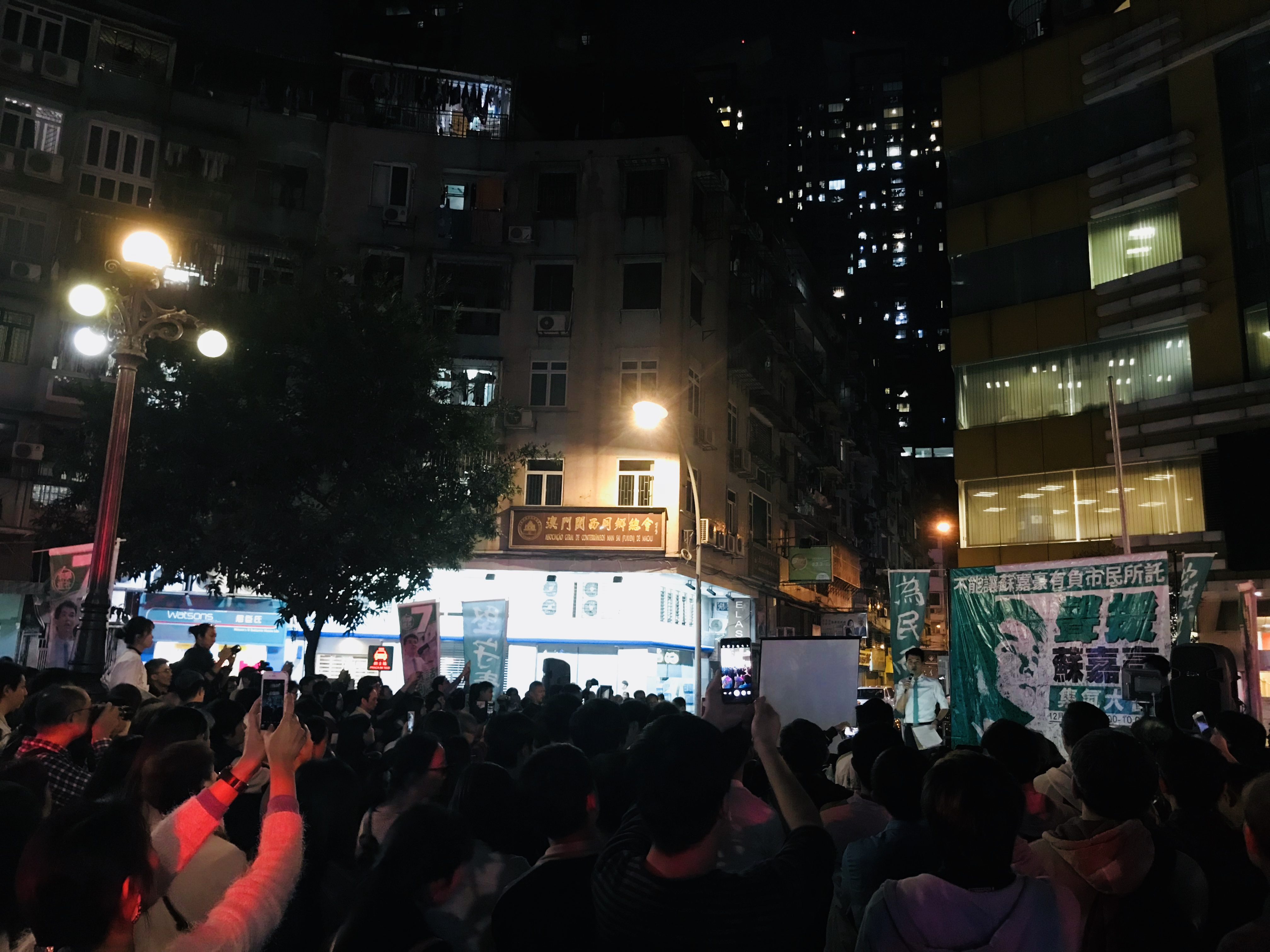
新澳門學社在2017年12月3日於三盞燈圓形地舉行「聲援蘇嘉豪集氣大會」，當晚有三百多名市民參與。

根據《澳門刑法典》，任何人士不服從受許可當局發出之命令，則屬違令，可被判處徒刑一年，而加重違令則罪加一等，相關刑罰亦加重一倍。由1999年回歸至2014年，並沒有人因為遊行集會而被控罪且罪成的案件，且當時該罪大多用於檢控醉酒駕駛者。自崔世安委任新的檢察院長後，檢控人數則開始飆升，由2009至2013年間有30人被檢控，而2014至2017年期間，被檢控的人數則達到58人。
對於坊間有意見質疑當局做法是政治檢控。保安司司長黃少澤於11月14日到立法會列席施政報告後親自回應事件。他說這次是非常正常的執法工作，強調是治安警一貫處理方式，是依法辦事。有記者作出提問，過去有社運人士的街頭行動比蘇嘉豪擲紙飛機進特首官邸更加激烈，但政府亦未有檢控，是否因為與行政長官有關，黃少澤表示：「所以治安警新聞稿當中，最後也說今次的執法工作符合治安警察局對所有同類事件的處理方式，沒差異，完全一樣。」有記者問及海一居小業主過去遊行時曾衝出馬路，甚至損毀警車，然而政府亦未有檢控等問題，黃少澤指，保安司回應傳媒提問時說是由於警員原諒「苦主」，檢控程序不再繼續。毀損只有在故意情況下才是毀損，過失不是刑事犯罪。而且「苦主」衝出馬路時，警方沒有發出警告，故不會觸犯「加重違令罪」。
有媒體評論指出，保安司日前否認是政治檢控，又稱和以往所有同類事件的處理方式沒差異，完全一樣。然而以往官員被傳媒追問一些案件情況時，都會說案件已進入司法程序，不適宜討論。可是警方這次卻罕有地圖文並茂趕發「懶人包」供親共媒體報導，且未經審判、沒有加上「涉嫌」兩字就以「非法遊行」為標題。
評論亦指出，「暨南大學一億元捐款爭議」一年多後，特區政府不但沒有檢討不足，反而對民間訴求視若無睹，更對指出問題的人嚴加打壓。評論又指，2016年的遊行當天，蘇嘉豪等人到官邸遞信時，一早已恢復市民身份自由行動上山，根本就不是遊行，質疑「宣告遊行結束，示威隊伍散去若不視為遊行結束，那麽什麼時候才叫結束？」當天一早就有大批警方「封山」，阻礙該處的交通，警方當時亦沒有清楚交代封山理據，從傳媒的一些視頻可以看到，蘇嘉豪等人要求與警方進行對話，卻無人理會。批評「原本只是幾個人去遞封信如此小事，搞到大棚人馬嚴陣以待，小事化大，再找有名氣的異見者麻煩，隨意落案起訴，這就的確是近幾年的一貫做法。」文章又提及，2015年海一居小業主在集會期間佔領馬路，令交通一度癱瘓，更有人襲警和破壞警車，卻沒有檢控有關涉案人。文章指出：「其實意思（局方的回應）已經很明白，那些『苦主』即使再暴力也是值得原諒的可憐人，你蘇嘉豪等人即使再和理非非（和平、理性、非暴力）也是窮兇極惡，敵我矛盾，絕不姑息！標準雖無明文規定，但尺度自在心中。權力就是法治，權力就是真理。在依『政』施法的地方裡，法治其秘而不宣的意義就在是統治者總會有方『法』對你進行整『治』……政府對眾多社會問題都無力解決，亦不想觸動既得利益利集團的利益，在民怨日益沸騰的情況下，要鞏固權力利益，要瞞過中央法眼，將反對聲音扣以『暴民』、『滋事分子』的帽子，再強力打壓成為統治者用來威嚇人民的最無耻手段。」

## 案件開審及宣判
2018年5月14日上午，蘇嘉豪與鄭明軒被控加重違令罪的案件在初級法院開審。兩人不承認控罪，在庭上均選擇答辯，但不承認起訴書的控罪，只確認所列時間及地點在現場。
同年5月29日下午5時，案件於澳門初級法院宣判，蘇鄭二人同被改判「非法集會及示威罪」罪成，處以120天罰金，金額分別是27,600及40,800澳門元。法官指二人舉行的非法集會不是暴力集會，只是為了表達訴求，時間亦不長，加上屬初犯，故以判處罰金的方式代替入獄。由於蘇嘉豪沒被定罪判監超過30天，根據議員章程，毋須對其啟動「DQ」程序，撤銷其議員資格，其议员资格于7月3日恢复。

## 外部連結
- 控方︰不科處徒刑不起阻嚇作用 辯方︰兩被告無犯法無違令 控方指控混水摸魚 （页面存档备份，存于）
- 被控加重違令罪押後宣判　蘇嘉豪：不擔心刑責　只怕下一代承受人治社會（页面存档备份，存于）